# Ганфштенгль, Мария
Мария Ганфштенгль (нем. Marie Hanfstängl, иногда Ханфштенгль, урожд. Шрёдер, нем. Schröder; 30 апреля 1848, Бреслау — 5 сентября 1917, Мюнхен) — немецкая певица (сопрано).
Училась в Баден-Бадене у Полины Виардо. В 1866 г. дебютировала на парижской оперной сцене, но с началом Франко-прусской войны вернулась в Германию, с 1871 г. пела в Придворной опере в Штутгарте. В 1873 г. вышла замуж за фотографа Эрвина Ганфштенгля (1840 — ок. 1913), сына известного литографа и фотографа Франца Ганфштенгля.
В 1878 году прервала карьеру для дополнительного обучения во Флоренции у Луиджи Ваннуччини, затем выступала в городском театре Франкфурта-на-Майне. К лучшим партиям Ганфштенгль относились Розина из «Севильского цирюльника», Гретхен из «Фауста» Гуно, Лючия ди Ламмермур из одноимённой оперы Доницетти. В 1895—1897 гг. преподавала в Консерватории Хоха. В 1902 г. опубликовала книгу «Мой метод обучения пению и начальная теория слова и образа» (нем. Meine Lehrweise der Gesangskunst und Elementartheorie in Wort und Bild).